# Clint Hill
Clinton Scott (Clint) Hill (Huyton, 19 oktober 1978) is een Engels oud-voetballer die doorgaans als centrale verdediger speelt. Hij speelde in Engeland en in Schotland.

## Clubcarrière
Hill stroomde in 1997 door vanuit de jeugd van Tranmere Rovers. Hij speelde er vijf jaar in het eerste team, waarop Oldham Athletic de toen 23-jarige Hill voor circa 325.000 pond overnam. Na één seizoen bij Oldham Athletic te hebben gespeeld, vertrok Hill naar Stoke City. Na 4,5 seizoen vertrok hij voor 275 duizend pond naar Crystal Palace, wat hij 2,5 seizoen later verruilde voor Queens Park Rangers. Na één seizoen promoveerde Hill hiermee naar de Premier League, waarin hij in 2010 debuteerde. Toen Park Ji-sung in 2013 Queens Park Rangers verliet, volgde Hill hem op als aanvoerder. Op 7 april 2015 maakte Hill in de wedstrijd tegen Aston Villa zijn eerste doelpunt in de Premier League. Op zondag 10 mei 2015 degradeerde hij met Queens Park Rangers uit de Premier League. Manchester City versloeg de hekkensluiter op die dag met 6-0, waardoor degradatie een feit was. Hill verlengde in juli 2015 zijn contract bij Queens Park Rangers tot medio 2016. In de zomer van 2016 maakte hij vervolgens transfervrij de overstap naar de Schotse promovendus Rangers FC. Hij maakte zijn debuut voor de club op 19 juli in een League Cup-wedstrijd tegen Annan Athletic. Hiermee werd Hill de oudste debutant in de geschiedenis van de club, met 37 jaar en 274 dagen. Hill tekende in september 2017 een kortlopend contract bij Carlisle United. In mei 2018 kondigde hij zijn afscheid van het voetbal aan nadat hij Carlisle United had verlaten.

## Erelijst
| Kampioen Championship | 1x | 2010/11 |